# Pauline Njeri Kahenya

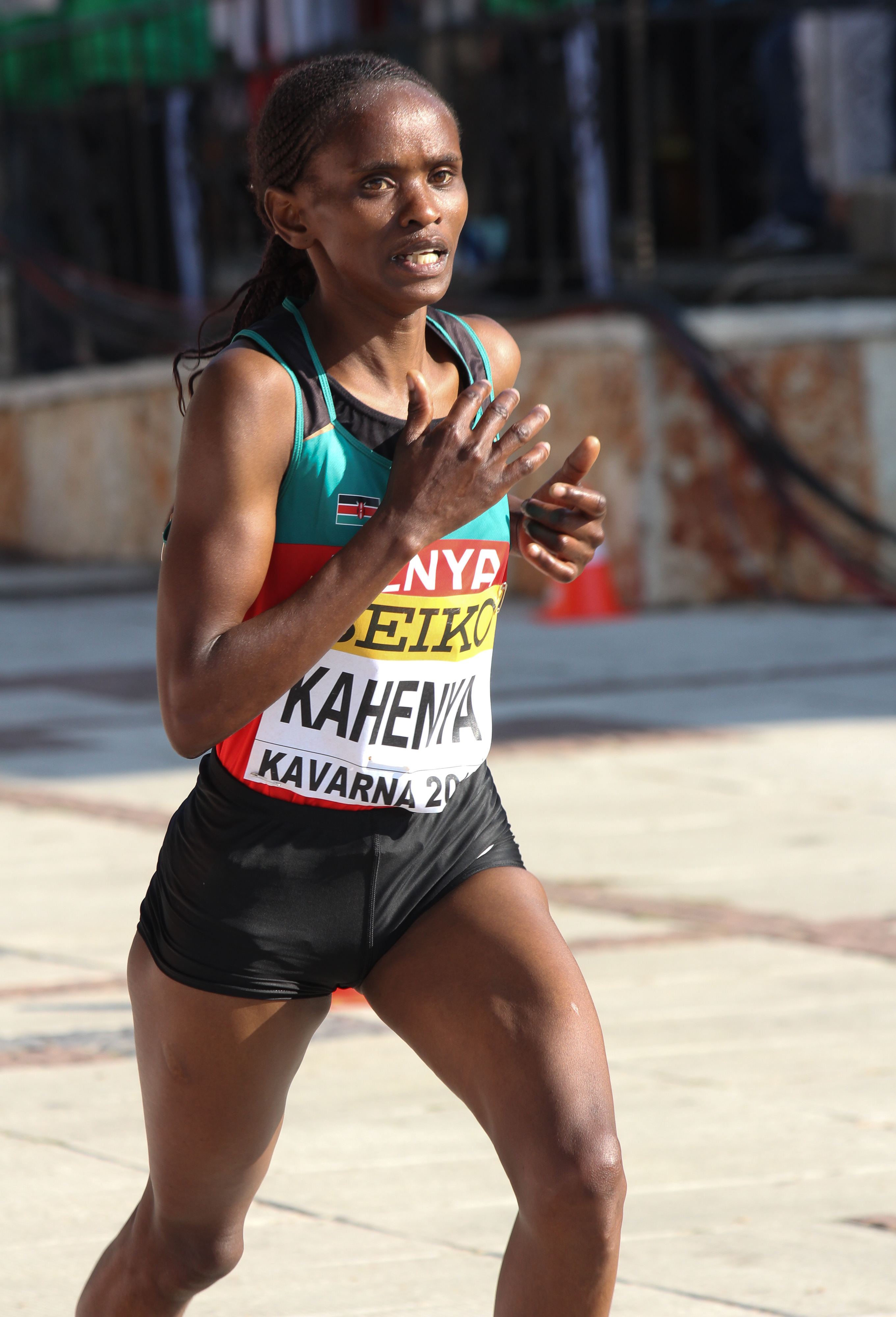
Pauline Njeri Kahenya, 2012

Pauline Njeri Kahenya (* 28. Juli 1985) ist eine kenianische Langstreckenläuferin, die sich auf Straßenläufe spezialisiert hat.
2008 wurde sie Zweite beim Alsterlauf und Siebte beim Delhi-Halbmarathon.
2011 wurde sie Vierte beim Lissabon-Halbmarathon und siegte beim Albacete-Halbmarathon und beim Udine-Halbmarathon.
Im Jahr darauf stellte sie beim Paris-Halbmarathon einen Streckenrekord auf.

## Persönliche Bestzeiten
- 5000 m: 15:42,0 min, 3. Juni 2011, Nairobi
- 10.000 m: 32:07,0 min, 15. Juli 2011, Nairobi
- Halbmarathon: 1:07:55 h, 4. März 2012, Paris